# Julij Mejtus

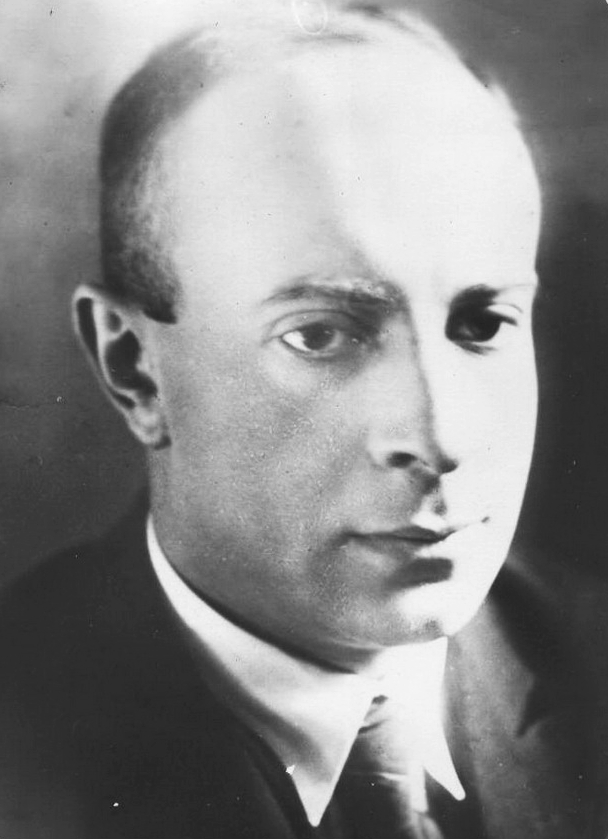
Julij Mejtus, 1926

Julij Serhijowytsch Mejtus (ukrainisch Юлій Сергійович Мейтус, * 15.jul. / 28. Januar 1903greg. in Jelisawetgrad; † 2. April 1997 in Kiew) war ein ukrainischer Komponist.

## Leben
Als Sohn eines Arztes geboren, besuchte Julij Mejtus zunächst die Klavierklasse von Heinrich Neuhaus an der Musikschule von Jelisawetgrad. 1919 nahm er als Pianist der politischen Einheit der Ersten Roten Reiterarmee von Semjon Budjonny am Russischen Bürgerkrieg teil. 1923–1931 studierte er am Charkiwer Konservatorium u. a. Komposition bei Semjon Bogatyrjow. 1924 gründete er eine der ersten Jazzbands in der Ukraine. 1923–1924 war er Konzertmeister am Opern- und Balletttheater Charkiw. Als Komponist für das regierungskritische Avantgarde-Theater „Berezil“ und dessen Regisseur Les Kurbas schrieb er 1927–1932 die Musik für etwa ein Dutzend Produktionen. An diesem Theater lernte er seine spätere Frau Aleksandra Vasilyeva kennen, die auch die Librettistin mehrerer seiner Werke wurde. Nach der Verhaftung und Hinrichtung von Kurbas gehörte Mejtus zu jenen, die den Künstler öffentlich verurteilten, um eigenen schweren Benachteiligungen auszuweichen. In den 1930er-Jahren begann auch Mejtus intensive Arbeit im Bereich der Filmmusik. Mit Beginn des Deutsch-Sowjetischen Krieges 1941 wurde er gemeinsam mit anderen sowjetischen Künstlern nach Turkmenistan evakuiert. Im Juni 1944 konnte er in die Ukraine zurückkehren, wo er in der Hauptstadt Kiew ansässig wurde.
In seiner auf der ukrainischen und russischen Tradition fußenden Musik hielt sich Mejtus an die von der sowjetischen Kulturpolitik geforderte Ästhetik des Sozialistischen Realismus. Er komponierte rund 300 Lieder nach zumeist ukrainischer oder russischer Lyrik, oft von zeitgenössischen Autoren. Neben seiner Musik für Schauspiel und Film ragen aus Mejtus Schaffen vor allem 18 Opern hervor. Unter seinen zahlreichen Auszeichnungen waren u. a. der Titel eines „Volkskünstlers der Ukraine“ (1973) sowie der  Taras-Schewtschenko-Preis (1991), allerdings wurde sein Œuvre zu seinen Lebzeiten kaum im Ausland wahrgenommen. Julij Mejtus starb am 2. April 1997 in Kiew und wurde auf dem dortigen Baikowe-Friedhof beigesetzt. In Kiew benannte man 1999 eine Straße nach Mejtus, in seiner Geburtsstadt wurde bereits 1985 in der Musikschule Nr. 2 ein Museum mit Material aus dem damaligen Vorlass des Komponisten eingerichtet, 2003 in der Musikschule Nr. 1 „H. G. Neuhaus“ ein Gedenkraum, an der Fassade wurde eine Gedenktafel angebracht.

## Werke (Auswahl)

### Oper
- Perekop, gemeinsam mit Vsevolod Rybaltschenko und Mychajlo Tic (1937/1938)
- Haydamaki nach einem Gedicht von Taras Schewtschenko (1940/1941)
- Laila und Madschnun, gemeinsam mit Daňatar Öwesow nach der orientalischen Liebesgeschichte über Madschnūn Lailā (1945/1946)
- Die junge Garde, Libretto: Andrij Malyschko nach dem Roman Junge Garde von Alexander Fadejew (1947, rev. 1950)
- Gestohlenes Glück, Libretto: Maksym Rylskyj nach einem Drama von Iwan Franko (1958/1959)
- Anna Karenina nach dem Roman Anna Karenina von Lew Tolstoj (1970)
- Maryana Pineda nach dem Stück von Federico García Lorca (1978)

### Gesangsstimme(n) und Orchester
- Fünf ukrainische Volkslieder für tiefe Stimme und Orchester (1934) (mit den Titeln: 1. Про стару солдатчину, 2. Ой, там, за ярочком..., 3. Вітер, вітер коло хати, 4. Строкова пісня, 5. Ви музики грайтє)[5]
- Fünf ukrainische Volkslieder für hohe Stimme und Orchester (1937) (mit den Titeln: 1. Ой, у Києві та на городищі, 2. Ой, пряду, пряду, 3. За городом качки пливуть, 4. Закувала зозуленька, 5. Ой, лопнув обруч)[6]
- Fünf ukrainische Volkslieder für Chor und Orchester (1939) (mit den Titeln: 1. Вийду я на гору, 2. Ой, гей, та хто горя не знає, 3. Сніжок іде, 4. Ой, сиділа дочка, як перепілочка, 5. Ой, на горі монастир)[7]
- Der Eid. Kantate nach Worten von Mykola Baschan (1941)

### Orchester
- 5 Suiten (1927; 1929; 1939; 1942; 1944)[8]
- Wege des Ruhms. Sinfonisches Poem (1945)
- Turkmenische Sinfonie (1946)
- Ouvertüre (1954)

### Duo und Kammermusik
- Variationen über ein ukrainisches Thema für Violine und Klavier (1930)
- Poem, Nocturne und Allegro[9] für Violine und Klavier (1965)

### Flöte solo
- In den Karpaten (1973)

### Chor
- Partisanen-Suite für Chor und Klavier (1942)

Chorsätze a cappella nach Texten von Taras Schewtschenko, Platon M. Voronʹko, Oleksandr Tvardovskyi u. a.

### Lied
Lieder und Romanzen nach Texten von Anna Achmatowa, Pjatrus Brovka, Musa Cälil (aus den „Moabiter Heften“), Rassul Gamsatow, Mustai Karim, Dmitri Kedrin, Kaisyn Kuliev, Andrij Malyschko, Eduardas Mieželaitis, Lessja Ukrajinka, Jewgeni Winokurow, Leonid Wyscheslawskyj u. a.